# Cáncer de labio
El cáncer de labio es una lesión maligna que aparece en esta área del cuerpo. Representa aproximadamente el 2% del total de los cánceres y el 30% de los tumores malignos que surgen en la boca. Puede ser de varios tipos dependiendo de las características histológicas de las células que lo componen: carcinoma epidermoide y menos frecuentemente melanoma y carcinoma basocelular. A pesar de aparecer en una región del organismo muy visible, puede llegar a pasar desapercibido y extenderse a otras áreas (metástasis), presentando una tasa de mortalidad de alrededor del 15%. La edad de aparición más habitual es entre los 50 y 70 años, su frecuencia es más alta en varones y tiende a localizarse en el labio inferior.